# Karen Horney
Karen Horney (nata Danielsen; Amburgo, 16 settembre 1885 – New York, 4 dicembre 1952) è stata una psichiatra e psicoanalista tedesca di origine olandese e norvegese. Le sue teorie mettevano in discussione alcune visioni freudiane tradizionali. Questo era particolarmente vero per le sue teorie sulla sessualità e sull'orientamento istintuale della psicoanalisi. A lei si attribuisce il merito di aver fondato la psicologia femminista in risposta alla teoria dell'invidia del pene di Freud. Non era d'accordo con Freud sulle differenze intrinseche nella psicologia di uomini e donne e, come Adler, faceva risalire tali differenze alla società e alla cultura piuttosto che alla biologia..

## Biografia
Karen Horney nacque il 16 settembre 1885 a Blankenese, in Germania, vicino ad Amburgo, da una famiglia protestante dell'alta borghesia: il padre, Berndt Wackels Danielsen (1836-1910), era norvegese ma aveva la cittadinanza tedesca ed un capitano di nave della marina mercantile e un tradizionalista protestante (i suoi figli lo soprannominarono "il lanciatore di Bibbie", come in effetti lanciava Bibbie). Sua madre, Clotilde, nata van Ronzelen (1853-1911), conosciuta come "Sonni", era anch'essa protestante, di origine olandese. Si diceva che avesse una mentalità più aperta di Berndt, eppure era "depressa, irritabile e prepotente nei confronti di Karen". Anche il fratello maggiore di Karen si chiamava Berndt e Karen si prendeva cura di lui. Aveva anche quattro fratellastri maggiori avuti dal precedente matrimonio di suo padre. Tuttavia, non ci sono stati contatti tra i figli dei due matrimoni di suo padre.
Sebbene all'epoca fosse inconsueto per una donna, Karen studiò medicina specializzandosi in psichiatria a Berlino. Nel 1909 sposò l'avvocato Oscar Horney dal quale ebbe tre figlie. Dopo vari anni di carica ospedaliera e ambulatoria insegnò all'istituto di psicoanalisi a Berlino dal 1920 al 1932, si trasferì poi in America dove rimase fino alla sua morte nel 1952. Assieme a Harry Stack Sullivan, Karen è considerata una delle fondatrici dell'approccio interpersonale in psichiatria. Le sue teorie contrastarono alcune visioni tradizionali della psicoanalisi freudiana, come la teoria della sessualità e la psicologia genetica, inserendo un'ottica di genere all'interno della riflessione psicoanalitica. Importanti anche i suoi studi sull'autoanalisi.
Horney evidenziò ampiamente come il comportamento e lo psichismo individuale fossero influenzati molto più dalle condizioni socioculturali che da fattori innati o genetici. Si occupò anche di definire in maniera più attenta il problema del confine tra normalità e patologia.
Horney tenne dei diari a partire dall'età di tredici anni. Questi diari mostravano la fiducia di Horney nel suo percorso per il futuro. Ha preso in considerazione l'idea di diventare un medico, anche se, a quel tempo, alle donne non era permesso frequentare l'università.  Secondo i diari adolescenziali di Horney, suo padre era "una figura disciplinare crudele", che teneva anche suo figlio Berndt in maggiore considerazione di Karen. Invece di offendersi o provare indignazione per la percezione che Karen aveva di lui, suo padre le portava doni da paesi lontani. Nonostante ciò, Karen si è sempre sentita privata dell'affetto di suo padre e invece si è affezionata a sua madre. 
All'incirca dall'età di nove anni Karen divenne ambiziosa e un po' ribelle. Sentiva di non poter diventare carina, e invece decise di investire le sue energie nelle sue qualità intellettuali, nonostante il fatto che fosse vista dai più come carina. In questo periodo si prese una cotta per il fratello maggiore, che divenne imbarazzato dalle sue attenzioni e presto la spinse via. Ha sofferto il primo di diversi attacchi di depressione, un problema che l'avrebbe afflitta per il resto della vita. 
Nel 1904, quando Karen aveva 19 anni, sua madre lasciò il padre (senza divorziare da lui), portando con sé i figli.

## All'università
Contro la volontà dei suoi genitori, Horney entrò alla facoltà di medicina nel 1906. L'Università di Friburgo fu infatti una delle prime istituzioni in Germania ad ammettere le donne ai corsi di medicina, mentre l'istruzione superiore divenne accessibile alle donne in Germania solo nel 1900. Nel 1908, Horney si era trasferita all'Università di Gottinga e si sarebbe trasferita ancora una volta all'Università di Berlino prima di laurearsi in medicina nel 1913. All'epoca era comune frequentare diverse università per ottenere un'istruzione medica di base.
Tramite il suo compagno di studi Carl Müller-Braunschweig, che in seguito divenne psicoanalista, incontrò lo studente di economia Oskar Horney. Si sposarono nel 1909. La coppia si trasferì insieme a Berlino, dove Oskar lavorò nell'industria mentre Karen continuò i suoi studi alla Charité. Nel giro di un anno, Karen diede alla luce il suo primo figlio e perse entrambi i genitori. Entrò in psicoanalisi per aiutarsi a superare la situazione. Il suo primo analista fu Karl Abraham nel 1910, poi si trasferì da Hanns Sachs.
Karen e Oskar ebbero tre figlie. La prima, nata nel 1911, fu Brigitte Horney, che divenne una famosa attrice.

## Carriera
Horney è spesso considerata principalmente un membro neo-freudiano della "scuola culturale", che include anche Erich Fromm, Harry Stack Sullivan, Clara Thompson e Abram Kardiner. 
Nel 1920, Horney fu uno dei membri fondatori del Berlin Psychoanalytic Institute. In seguito assunse un incarico di insegnamento all'interno dell'istituto. Contribuì a progettare e alla fine diresse il programma di formazione della società, insegnò agli studenti e condusse ricerche psicoanalitiche. Visitò anche pazienti per sedute psicoanalitiche private e continuò a lavorare in ospedale.
Nel 1923, l'azienda di Oskar Horney divenne insolvente e poco dopo Oskar sviluppò la meningite. Divenne rapidamente amareggiato, cupo e polemico. Nello stesso anno, il fratello di Horney morì per un'infezione polmonare. Entrambi gli eventi contribuirono a un peggioramento della salute mentale di Horney. Entrò in un secondo periodo di profonda depressione; nuotò in mare durante una vacanza e pensò di suicidarsi.
Nel 1926, Horney e suo marito si separarono; avrebbero divorziato nel 1937. Lei e le loro tre figlie si trasferirono fuori dalla casa di Oskar che aveva dimostrato di essere molto simile al padre di Horney, con una personalità autoritaria. Dopo aver studiato più teoria psicoanalitica, Horney si pentì di non essersi opposta al fatto che suo marito si prendesse cura loro figli quando erano più piccoli.

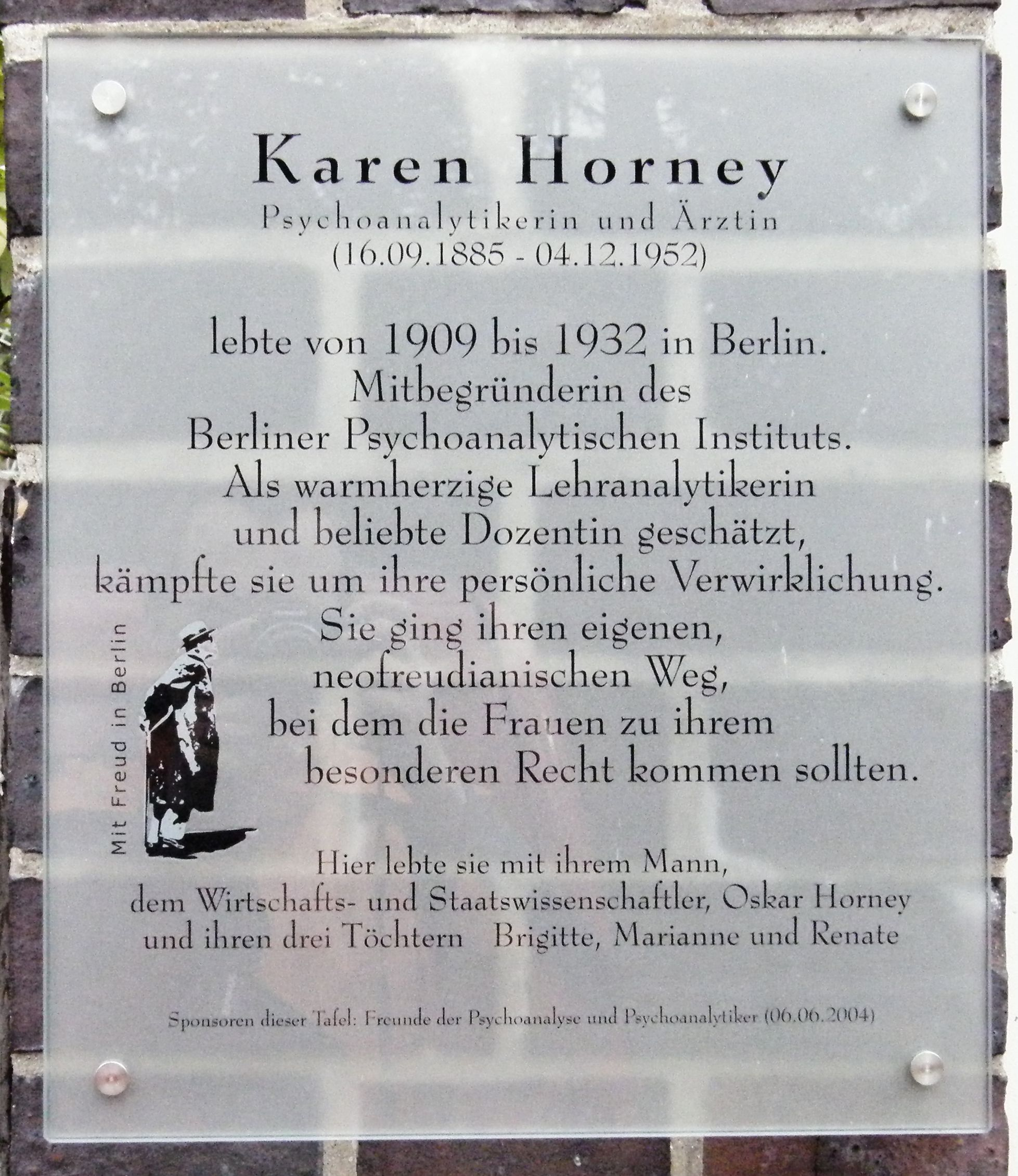
Targa commemorativa per Karen Horney in Sophie-Charlotte-Straße 15 a Berlino-Zehlendorf, dalla Mit Freud in Berlin

Nonostante il suo crescente allontanamento dalla dottrina freudiana ortodossa, esercitò e insegnò alla Società psicoanalitica di Berlino fino al 1932. La crescente freddezza di Freud nei suoi confronti e la sua preoccupazione per l'ascesa del nazismo in Germania la spinsero ad accettare l'invito di Franz Alexander a diventare la sua assistente al Chicago Institute of Psychoanalysis e, nel 1932, lei e le sue figlie si trasferirono negli Stati Uniti. Due anni dopo essersi stabilita a Chicago, Horney si trasferì a Brooklyn. Brooklyn ospitava una grande comunità ebraica, tra cui un numero crescente di rifugiati dalla Germania nazista, e lì prosperava la psicoanalisi. Fu a Brooklyn che Horney divenne amica di analisti come Harry Stack Sullivan ed Erich Fromm. Ebbe una relazione sessuale con Fromm che finì amaramente.
Il suo atteggiamento critico sulla validità delle teorie psicanalitiche proviene dall'incoraggiamento di due colleghi, a quanto scrive la stessa Karen Horney, Harald Schultz-Hencke e Wilhelm Reich, e continua: «Alcuni concetti filosofici ai quali mi iniziò Max Horkheimer mi aiutarono a definire le premesse mentali del pensiero freudiano».
Mentre viveva a Brooklyn, Horney insegnò e formò psicoanalisti a New York City, lavorando sia alla New School for Social Research che al New York Psychoanalytic Institute. Fu a Brooklyn che Horney sviluppò e avanzò le sue teorie composite riguardanti la nevrosi e la personalità, basate sulle esperienze maturate lavorando in psicoterapia. Nel 1937 pubblicò The Neurotic Personality of Our Time, che ebbe un vasto pubblico di lettori. Nel 1941, Horney era preside dell'American Institute of Psychoanalysis, un istituto di formazione per coloro che erano interessati all'organizzazione di Horney, l'Association for the Advancement of Psychoanalysis. Fondò questa organizzazione dopo essere diventata insoddisfatta della natura generalmente rigida e ortodossa della comunità psicoanalitica prevalente.
La deviazione di Horney dalla psicologia freudiana la portò a dimettersi dal suo incarico e presto iniziò a insegnare al New York Medical College. Fondò anche una rivista, l'American Journal of Psychoanalysis. Insegnò al New York Medical College e continuò a esercitare la professione di psichiatra fino alla sua morte, avvenuta il 4 dicembre 1952 a New York all'età di 67 anni per complicazioni dovute al cancro.

## Opere in italiano
- Autoanalisi. Come e fino a che punto ci si può analizzare da se stessi, Astrolabio, Roma, 1950.
- Nevrosi e sviluppo della personalità. La lotta per l'auto-realizzazione, Bompiani, Milano, 1952; Astrolabio, Roma, 1981; Fabbri, Milano, 2007.
- Nuove vie della psicoanalisi, Bompiani, Milano, 1959.
- I nostri conflitti interni. Una teoria della nevrosi, Martinelli, Firenze, 1971; Giunti, Firenze, 2012.
- Psicologia femminile, prefazione di Enzo Morrone, Armando, Roma, 1973.
- La personalità nevrotica del nostro tempo, Newton Compton, 1976.
- Le ultime lezioni, a cura di Douglas H. Ingram, Astrolabio, Roma, 1988.